# Schulschwimmanlage

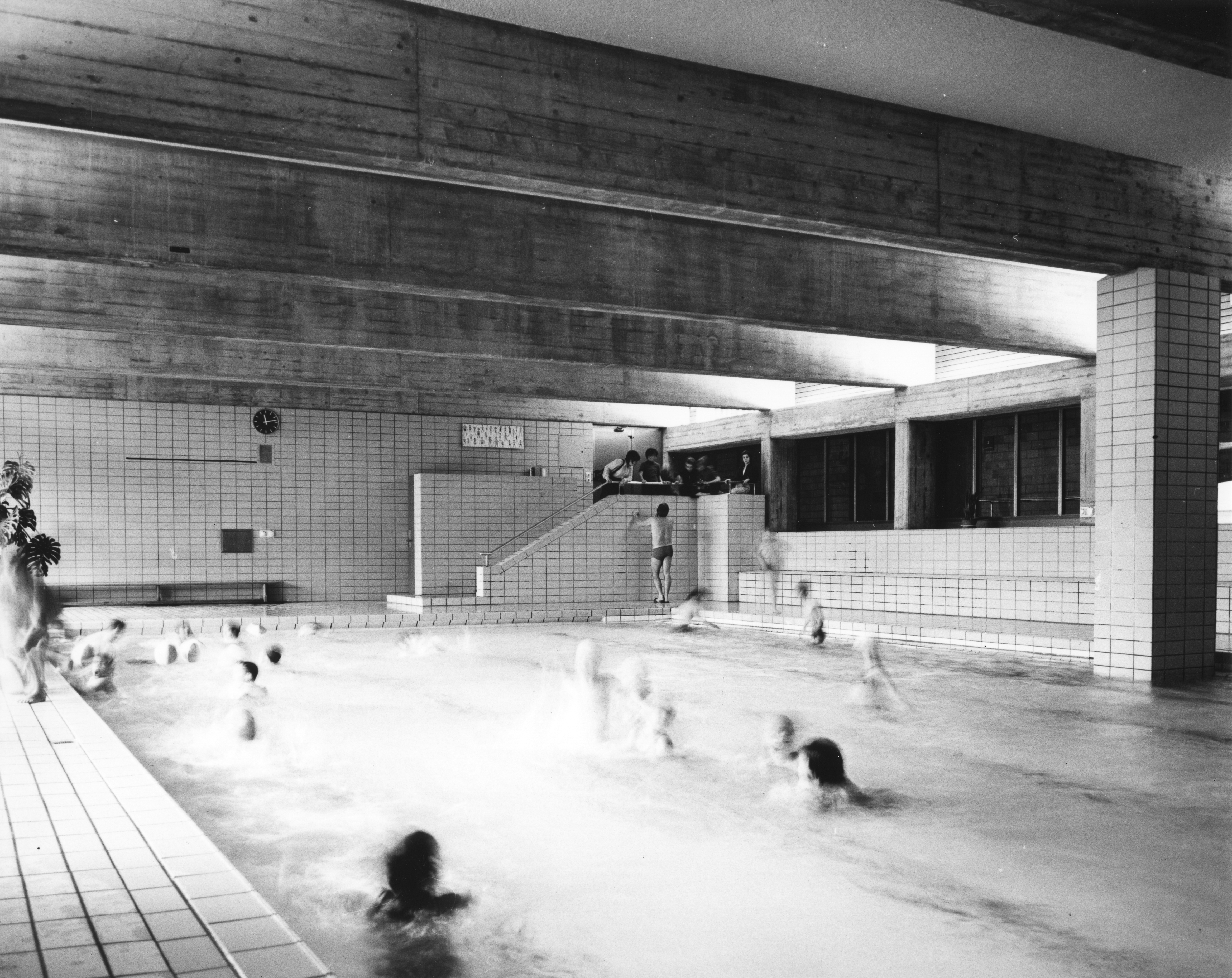
Innenansicht der Schulschwimmanlage Stettbach in Zürich

Eine Schulschwimmanlage, auch Lehrschwimmbecken oder Schulschwimmbad, ist ein Hallenbad, das meist in eine Schulhausanlage integriert ist und für den Schwimmunterricht genutzt wird. Manche Schulschwimmanlagen sind während den Randzeiten, wo sie nicht von der Schule genutzt werden auch für die Öffentlichkeit zugänglich. 
In der Schweiz sind die meisten Schulschwimmanlagen in den 1960er- bis in die 1980er-Jahre entstanden. Alleine die Stadt Zürich zählt 17 Schulschwimmanlagen. Die Stadt hat sich zum erklärten Ziel gesetzt, jedem Schüler bis zur vierten Klasse die drei Schwimmtechniken Kraul, Rückenkraul und Brustschwimmen beizubringen, wofür pro Woche eine Schwimmstunde im Lehrplan vorgesehen ist.
In den 2000er-Jahren wurden vor allem in Deutschland mehr und mehr sanierungsbedürftige Anlagen geschlossen, meist aufgrund zu hohen Energieverbrauchs. Experten warnen vor diesem Trend, weil die Nichtschwimmerquote unter den Grundschülern durch mangelnde Möglichkeiten für Schwimmunterricht ansteigen würde. Nach Angaben des Deutschen Lebens-Rettungs-Gesellschaft (DLRG) könne am Ende der vierten Klasse nur noch die Hälfte der Grundschüler schwimmen.